# Ача (село)
Ача (рос. Ача) — село у Болотнинському районі Новосибірської області Російської Федерації.
Входить до складу муніципального утворення Ачинська сільрада. Населення становить 492 особи (2010).

## Історія
Згідно із законом від 2 червня 2004 року органом місцевого самоврядування є Ачинська сільрада.

## Населення
| 2002 | 2007 | 2010 |
| ---- | ---- | ---- |
| 553  | ↘550 | ↘492 |